# MC88110

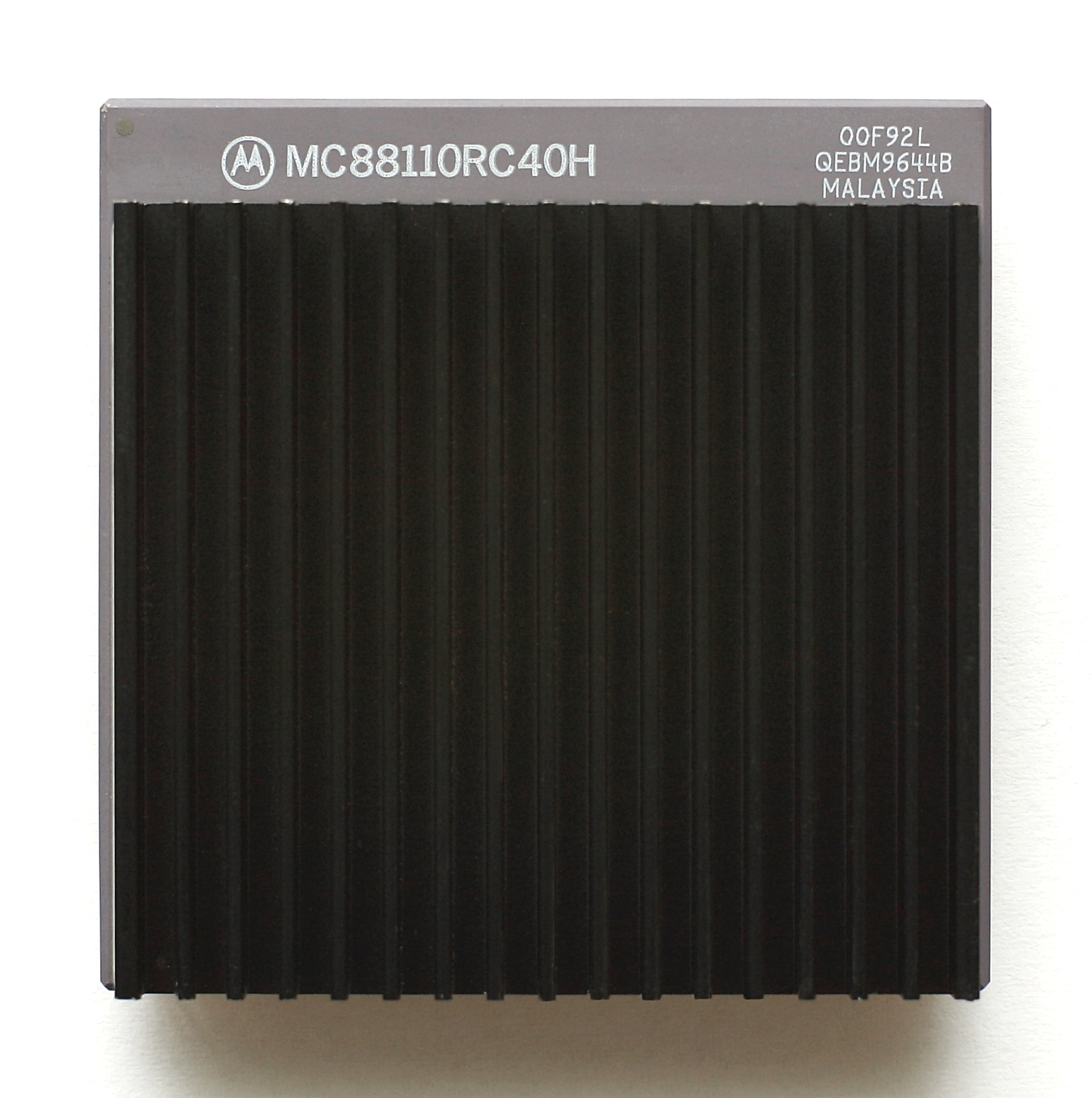
Микропроцессор MC88110

MC88110 — микропроцессор, разработанный компанией Motorola. Процессор MC88110 является представителем второго поколения реализации системы команд 88000, после MC88100. Он был создан для использования в персональных компьютерах и рабочих станциях. Создавался в рамках подряда на изготовление процессора для военной продукции Thomson-CSF.

## История
Первое техническое описание MC88110 было обнародовано в ноябре 1991 года на Микропроцессорном форуме, проходившем в Сан-Франциско. Процессор, работающий на тактовой частоте 50 МГц, был представлен в 1992 году. Процессор применялся компаниями Data General в серверах семейства AViiON, Harris в системах реального времени на основе UNIX и самой Motorola при производстве одноплатных компьютеров. Компания NeXT анонсировала выпуск рабочей станции на основе MC88110 под названием NeXT RISC Workstation, но компания оставила бизнес по выпуску аппаратных платформ и отменила выпуск ещё до завершения разработки продукта.

## Описание
В процессоре реализованы расширения первоначальной системы команд, такие как раздельные регистры для работы с данными с плавающей запятой, типы данных с плавающей запятой повышенной точности (80 бит) и новые целочисленные команды и команды обработки графики. В нём также присутствовали микроархитектурные усовершенствования, которые ранее не применялись в процессорах с системой команд 88000, такие как двухконвейерное суперскалярное исполнение, внеочередное исполнение и спекулятивное исполнение. Несмотря на эти новые возможности, устранявшие некоторую архитектурную неполноценность предшественника MC88100, MC88110 стал абсолютным коммерческим провалом и использовался всего в нескольких системах, но процессор оставался доступным до середины 1990-х годов. За MC88110 последовало семейство процессоров PowerPC, разработанных Motorola совместно с IBM в рамках альянса AIM.
MC88110 дополнительно поддерживает от 256 КБ до 2 МБ внешней кеш-памяти второго уровня. Контроллер кеш-памяти второго уровня не был интегрирован в MC88110, а был реализован в виде отдельной микросхемы, MC88410, для снижения стоимости процессора.
Кристалл процессора содержал 1,3 миллиона транзисторов и имел размеры 15 мм x 15 мм (225 мм2). Процессор производился по технологическому процессу 1 мкм КМОП. Процесс имеет три уровня алюминиевых соединений между слоями полупроводника и эффективную длину канала (расстояние между истоком и стоком MOSFET транзисторов) равную 0,8 мкм. MC88110 был спроектирован для перехода на технологический процесс 0,8 мкм с эффективной длиной канала в 0,65 мкм.